# Sticky bomb
La sticky bomb (« bombe collante » ; son nom officiel étant No 74 ST Grenade) est une grenade britannique atypique utilisée pendant la Seconde Guerre mondiale. 
Dangereuse à manipuler par nature, son utilisation fut semble-t-il laissée à la British Home Guard. Les sticky bombs furent employés dans le désert dès le début de l'année 1942, probablement comme mesure provisoire due à l'inefficacité des autres armes antichar (canon et lance-roquettes) alors utilisées par l'infanterie britannique.

## Description, historique et usage

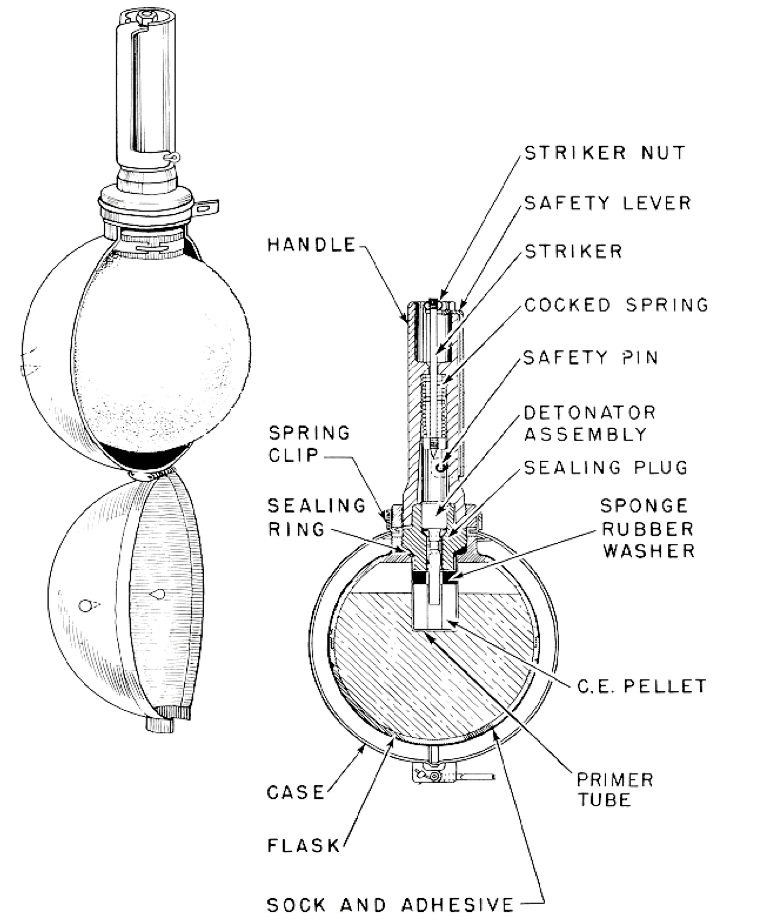
Schéma de la Sticky bomb.

La sticky bomb est une des premières versions de grenades antichar. Pour faire exploser la bombe sur le blindage du véhicule, elle était enduite d'une substance collante, d'où son nom.
Elle fut créée par un département expérimental, le MD1 (en), lui-même créé en 1940 par le professeur Frederick Lindemann, sous les ordres du général de division Millis Jefferis (en). Le département MD1 étant relativement indépendant, ses idées pouvaient être rapidement développées.
La grenade consiste en une sphère de verre contenant l'explosif liquide et un manche en plastique (bakélite) contenant le fusible. La sphère est recouverte d'une couverture en laine enduite d'un adhésif très puissant, fait de résine — suffisamment puissant pour maintenir la grenade collée sur un char. Une boîte métallique légère recouvre le tout ; on donnait aux troupes les bombes ainsi emballées.
Pour l'utiliser, on tirait sur une goupille pour ouvrir la boîte, puis une seconde pour le fusible. Une fois jetée vers sa cible, elle fonctionnait comme une bombe Mills : le manche se détachait, touchant la mèche. Si tout allait bien, la grenade touchait sa cible (jusqu'à 60 m), s'y collait et explosait. Toutefois, si la grenade se collait à quelque chose d'autre, comme les vêtements de celui qui essayait de la jeter, cette personne risquait sa vie, si la grenade était armée ou activée.
Un jeune membre de la British Home Guard se rappelle un incident survenu avec une sticky bomb lors de l'entraînement :

« La sticky bomb était plus compliquée. Ça ressemblait à une grande pomme d'amour. Il y avait une bande adhésive blanche que tu devais décoller, puis tu secouais un peu la bombe et ça séparait les deux moitiés, te laissant avec une bombe collante comme une pomme d'amour pleine de nitroglycérine. Tu appuyais sur un bouton dans la manche et tu donnais un bon coup avec sur le côté d'un char ennemi qui passait, qui dans notre cas était une vieille chaudière en fer tirée derrière un camion. C'est pendant l'entraînement qu'un soldat a vu une des bombes se coller à son pantalon sans pouvoir l'en décoller. Un ami, agissant rapidement, a arraché le bas du pantalon et l'a jeté, avec la bombe. Après l'explosion le bas du pantalon était un peu abîmé, mais je pense qu'il l'était déjà avant l'explosion. »

D'autres témoignages comparent également l'arme aux pommes d'amour.
Même en n'étant pas utilisé, le verre était fragile et pouvait être facilement cassé pendant le transport des grenades. La nitroglycérine était sensible aux chocs. Par conséquent, ces bombes ne furent jamais très populaires, quoiqu'elles furent efficaces.
Les sticky bombs furent distribuées aux forces britanniques du Moyen-Orient en 1942. Elles furent efficaces contre les chars ennemis, dont plusieurs furent détruits, comme pendant la première bataille d'El Alamein.

## Dans la culture populaire
Dans le film Il faut sauver le soldat Ryan, sorti en 1998, le personnage de Tom Hanks se voit obligé d'utiliser des sticky bombs improvisées comme dernière défense contre les chars lourds « Tigre ». Ces sticky bombs ne sont pas des No 74 ST Grenade officielles mais des bombes improvisées ; les troupes mettent de la composition B dans des chaussettes et recouvrent le tout d'huile mécanique pour les rendre collantes.
Dans les jeux vidéo Heroes & Generals et Company of Heroes, elle fait office d'arme antichar américaine (avec les bazookas et canons sans recul pour ce dernier).